# Michael Lissek
Michael Lissek (geboren 23. November 1969) ist ein deutscher Rundfunkjournalist.

## Leben
Lissek studierte Literaturwissenschaft, Germanistik und Religionswissenschaft an der FU Berlin und promovierte im Jahr 2000 über Hans Jürgen von der Wense. Danach absolvierte er eine Ausbildung zum Feature-Autor beim ORF in Wien. Zwischen 2000 und 2017 arbeitete er als freier Autor für den Rundfunk und nahm Lehrtätigkeiten an der FU-Berlin (Angewandte Literaturwissenschaft), der Universität Potsdam (Europäische Medienwissenschaften), am Nordkolleg Rendsburg und am Institut für Kommunikations- und Medienwissenschaften Leipzig wahr. 2010 wurde Lissek Kurator und Herausgeber der Schriften der Rendsburger Symposien für Feature und Hörspiel. Er ist Redakteur für das SWR2 Feature.

## Radio-Features (Auswahl)
- Die Welt neu buchstabieren. Das Fragmentwerk Hans Jürgen von der Wenses. Deutschlandradio 2000
- Class Action Hero. Ed Fagan Sammelkläger. Staranwalt. SFB.ORB / MDR / ORF / WDR 2002
- Der Langstreckenläufer und die präparierte Zahnpastatube. Fragmente zum Doping-Fall Dieter Baumann. SFB.ORB / WDR / SWR 2003
- Brian Johnson. Hellseher im Auftrag des Pentagon. Oder: Noch lebt Saddam Hussein. Autorenproduktion 2003
- Schweizer Bunker. Zu Patricia Highsmiths 20. Todestag. Musik: Zeitblom. WDR 2005
- Ihr wißt wohl, wen ich meine… Friederike Kempner. Gedichte. Hörbuch, Matthes & Seitz 2005
- Planet Football. 27-minütige Klanglandschaft (Soundscape) für eine Installation des Goethe-Instituts Athen im Mai 2005. Von Oktober 2005 bis Juni 2006 auf Wanderausstellung durch 28 Länder
- Die Gefährlichkeit der Salami. Oder: Wie mir die Geburt meiner Tochter Foucault beibrachte. RBB 2005 (Ravensburger Medienpreis 2006)
- Der Toth grüßt die Pensionisten. Österreichische Rentner im Thüringer Wald. AORF, RBB 2006
- Mein Mercedes steht zur Verfügung. Wie der Verleger Walter Janka im Herbst 1956 Minister Johannes R. Becher gehörig auf den Leim ging. Oder: Rettet Lukacs! Ein Schurkenstück. SWR 2008
- Hölle im Kopf. Pädophilie. Deutschlandradio 2008
- Von der Abwehr des Feindes. Die Influenzapandemie und das Medikament Tamiflu. Deutschlandradio Kultur, WDR, SWR und ORF 2009
- Der Tod des Tennessee Eisenberg Oder: Bens Liste. SWR, BR, NDR 2010
- Verteidigung des Zölibats. Fragmente zu den Missbrauchsfällen in der katholischen Kirche. SWR, WDR und RBB 2011
- Stellen Sie sich den Behörden! Die Weihnachtsansprachen der Bundespräsidenten. Eine deutsche Revue. SWR, NDR, WDR, Deutschlandradio Kultur 2012
- 2 Seiten Leben. 3 Trauerredner. 1 Totentheater. Deutschlandradio Kultur, SWR 2013
- Was geht Ihnen durch den Kopf? Ein Messer. Psychochirurgie. SWR 2014
- Angelradio. Soundtrack der Erinnerungen. NDR 2015
- Zeit ist Frist. Mein Herz. Ich. NDR 2017. (Preis für die „Beste Hördokumentation“ auf dem Dokumentarfestival Karlsruhe 2018)
- Akte 88. Die 1000 Leben des Adolf Hitler. 30-teiliger Podcast für SWR2 (gemeinsam mit Walter Filz).

## Texte
- Hans Jürgen von der Wense: „Ein Loch in diese Welt bohren“. In: Dirck Linck, Jürgen Peters (Hrsg.): Kleine Niedersächsische Literaturgeschichte. Von Dichterfürsten und anderen Poeten, Bd. 3. Revonnah-Verlag, Hannover 1996, S. 293–297 (PDF; 106 kB). ISBN 3-927715-30-1
- „Lass uns immer aufbrechen und nie ankommen“. Werk und Leben Hans Jürgen von der Wenses. Monographie, Revonnah-Verlag, Hannover 2003. ISBN 3-934818-16-1
- Der Autor als Umschalter und Transformator. Oder: Das Material spielt seine heiteren Spielchen. Rendsburg 2006. (PDF-Datei; 100 kB)
- Von der Notwendigkeit eines Featurediskurses. Oder: Feature und Zimtbasilikum. Rendsburg 2010. (PDF-Datei; 104 kB)
- Mein Ziel wäre das Schweigen. Michael Lissek über Kaye Mortleys Fremd im Elsass. Rendsburg 2011. (PDF-Datei; 88 kB)
- (Hrsg.): Geschichte und Ästhetik des Radio-Features: „Etwas ist da, unüberhörbar eigensinnig, was jenseits der Bedeutung der Wörter liegt ...“ Texte des ersten Rendsburger Featuresymposiums. Books on Demand, Norderstedt 2012, ISBN 978-3-8482-0385-7.
- Subtile Jagden. Detailbeobachtungen zum akustischen Werk Thomas Heises. (academia.edu)
- Himmel auf Erden und Hölle im Kopf. Was Sexualität für uns bedeutet (gemeinsam mit Christoph Joseph Ahlers). München 2015
- Ach - ach. Mensch Maschine Sex. In: Wespennest 169. Wien 2015. (pdf)
- Der Radio-Essay als akustische Welterschließungsmaschine. Oder: Das Radio ist ein poetischer Apparat. In: Wespennest 177. Wien 2019. (PDF; 5,1 MB)